# Jake McKinnon
Jake McKinnon är en amerikansk skådespelare, stuntman och specialeffektsmakare som medverkat i flera amerikanska filmer som diverse monster, bl.a. Vampyr i From Dusk Till Dawn. Han arbetar för KNB EFX.

## Filmografi

### Roller
- From Dusk Till Dawn - Vampyr
- Wishmaster - Skeleton Man
- Little Nicky - Big Bird
- House of 1000 Corpses - Professor Earl
- Ginger Snaps: Unleashed - Besten
- Anchorman - Legenden om Ron Burgundy - Björn
- Land of the Dead - Zombie på kulle
- Ginger Snaps Back: The Beginning - Helveteshund
- Halloween II (2009) - Bishop

### Bakom Kameran
- From Dusk Till Dawn - Special makeup
- The Faculty - Dockskötare
- Land of the Dead - Special makeup
- Death Proof - Special makeup
- Dimman - Mekaniska Effekter
- Drag Me to Hell - Mekaniska Effekter
- Predators - Mekaniska Effekter och dockskötare
- Spy Kids - Dockskötare